# 巴山重楼
巴山重楼（学名：Paris bashanensis）是黑药花科重楼属的植物，其种加词“bashanensis”意为“大巴山的”。中国特有植物。分布在中国大陆的四川、湖北等地，生长于海拔1,200米至2,300米的地区，常生长在林下荫处，目前尚未由人工引种栽培。